# ديفيد إل. هولمز
ديفيد إل. هولمز (بالإنجليزية: David L. Holmes)‏ هو أكاديمي أمريكي، ولد في 1932 في الولايات المتحدة.